# Буян Сулдус
Буян Сулдус (ум. 1362) — 3-й эмир и фактический правитель западного Чагатайского улуса с 1358 по 1359 год.

## Биография
Происходил из тюрко-монгольского клана Сулдус племени Тайджиут. О родителях ничего неизвестно. В 1346 году перешёл на сторону эмира Казагана, одержавшего победу над Казан-ханом. Способствовал эмиру в укреплении власти в Западном Чагатайском улусе. В 1351 году участвовал в успешном походе, основанном на захвате Герата.
В 1358 году после убийства Казагана перешёл в оппозицию к новому эмиру Абдуллаху. В том же году, используя казнь эмиром Баян-Кули-хана, поднял восстание против Абдуллаха. Буян Сулдуса поддержал правитель влиятельного клана барлас Хаджи-бек. В результате новый хан Тэмуршах одержал победу и был казнён. Новым эмиром стал Буян Сулдус.
В отличие от предшественников, не пытался укрепить или сохранить центральное управление. Поэтому даже не поставил нового хана, как это делали Казаган и Абдуллах, что привело к быстрому распаду улуса на несколько полунезависимых владений. Большинство лидеров чагатайцев не выступали против вторжения — многие из них из-за слабости законов воспользовались возможностью грабить земли друг друга.
Впрочем, уже в 1359 году восстал Хусейн, племянник свергнутого эмира Абдуллаха. Его поддержал Тимур из племени барласов, сумевший свергнуть Хаджи-бека, сторонника Буян Сулдуса. Последний, потеряв авторитет, потерпел поражение и бежал в Бадахшан, где вступил в союз с местным правителем Баха ад-Дином. Впрочем, соперники Буяна нанесли ему и Баха ад-Дину новое поражение и захватили Бадахшан.
В 1360 году после вторжения Туглук Тимура соперники Буян-Сулдуса — Тимур и Хусейн — потерпели поражение. Поэтому Буян сумел вернуться к своим владениям. В 1361 году при повторном вторжении Туглук Тимура в связи с новым восстанием Хусейна Буян Сулдус перешел на сторону могулистского хана, но по приказу Туглук Тимура в 1362 году был казнён. Власть над частью клана Сулдус передана сыну Буяна — Шейх-Мухаммеду.